# سلری (نرم‌افزار)
سلری (انگلیسی: Celery) (به معنی کرفس) یک صف وظیفه ناهمگام (انگلیسی: asynchronous task queue) منبع باز است که برپایه تبادل پیغام توزیع شده (انگلیسی: distributed message passing) بنا شده‌است. به رغم اینکه تمرکز سلری روی "عمل به صورت بلادرنگ" (انگلیسی: Real-time) است، از زمانبندی (انگلیسی: scheduling) نیز پشتیبانی می‌کند.

## بررسی اجمالی
واحدهای اجرایی که وظیفه (انگلیسی: Task) خوانده می‌شوند به صورت همزمان روی یک یا چند گره کارگر (انگلیسی: worker node) با بهره‌گیری از چندپردازشی (انگلیسی: multiprocessing)، eventlet یا gevent اجرا می‌شوند. وظایف می‌تواند به صورت ناهمگام (انگلیسی: asynchronous) (در پس زمینه) یا همگام (انگلیسی: synchronous) (صبر تا آماده شدن شرط ادامه روند پردازش) اجرا شوند. سلری در سامانه‌های تولید (انگلیسی: production systems)، مثلاً در اینستاگرام، برای پردازش میلیون‌ها وظیفه در روز استفاده می‌شود.

## تکنولوژی
سلری با زبان برنامه‌نویسی پایتون نوشته شده‌است، اما پروتکل می‌تواند در هر زبانی پیاده‌سازی شود. سلری قادر است با سایر زبان‌ها از طریق وب هوک‌ها (انگلیسی: webhooks) ارتباط برقرار کند. به علاوه یک کلاینت برای زبان Ruby به نام RCelery، یک کلاینت PHP و یک کلاینت Node.js هم دارد.
کارگزار پیام (نام های دیگر: دلال پیام یا واسطه پیام) (انگلیسی: message broker) توصیه شده برای سلری RabbitMQ یا Redis است. به علاوه MongoDB, Beanstalk, Amazon SQS، CouchDB, IronMQ و پایگاه داده‌ها (با استفاده از SQLAlchemy یا Django ORM) به صورت آزمایشی پشتیبانی می‌شوند.